# Бутукарија (Васлуј)
Бутукарија (рум. Butucăria) насеље је у Румунији у округу Васлуј у општини Заподени. Oпштина се налази на надморској висини од 231 m.

## Становништво
Према подацима из 2002. године у насељу је живело 197 становника, од којих су сви румунске националности.